# John Campbell (1er marquis de Breadalbane)
Pour les articles homonymes, voir John Campbell et Campbell.
John Campbell (30 mars 1762 - 29 mars 1834), est un officier écossais et propriétaire foncier.

## Éducation
Il est le fils de Colin Campbell de Carwhin d'Elizabeth Campbell, fille d'Archibald Campbell de Stonefield. Il est un arrière-petit-fils de Colin Campbell de Mochaster, fils cadet de Sir Robert Campbell, 3e baronnet de Glenorchy, et oncle de John Campbell (1er comte de Breadalbane et Holland) (en). Il fait ses études à Winchester .

## Carrière
En janvier 1782, à l'âge de 19 ans, il succède à son parent dans les comtés de Breadalbane et de Holland. C’est une pairie écossaise qui ne lui donne pas droit à un siège automatique à la Chambre des lords. Cependant, en 1784, il est élu parmi les seize représentants écossais représentatifs à siéger à la Chambre des lords ,. La même année, il est nommé Fellow de la Royal Society.
Lord Breadalbane et Holland lève le régiment de Breadalbane Fencibles, dans lequel il est lieutenant-colonel. Il devient colonel en 1802, major général en 1809 et lieutenant-général en 1814 . En 1806, il est créé baron Breadalbane, du château de Taymouth, dans le comté de Perth, dans la pairie du Royaume-Uni, ce qui lui donne droit à un siège à la Chambre des lords. En 1831, il est nommé comte d'Ormelie et marquis de Breadalbane dans la pairie du Royaume-Uni.

## Famille
Lord Breadalbane épouse Mary Gavin, fille de David Gavin, de Langton House, dans le Berwickshire, en 1793. Ils ont un fils et deux filles. Sa fille, Lady Mary Campbell, épouse Richard Temple-Nugent-Brydges-Chandos-Grenville . Il meurt au château de Taymouth, dans le Perthshire, en mars 1834, à l'âge de 71 ans. Son fils unique, John Campbell (2e marquis de Breadalbane) lui succède . La marquise de Breadalbane est décédée en septembre 1845 .